# 孟庄站 (地铁)

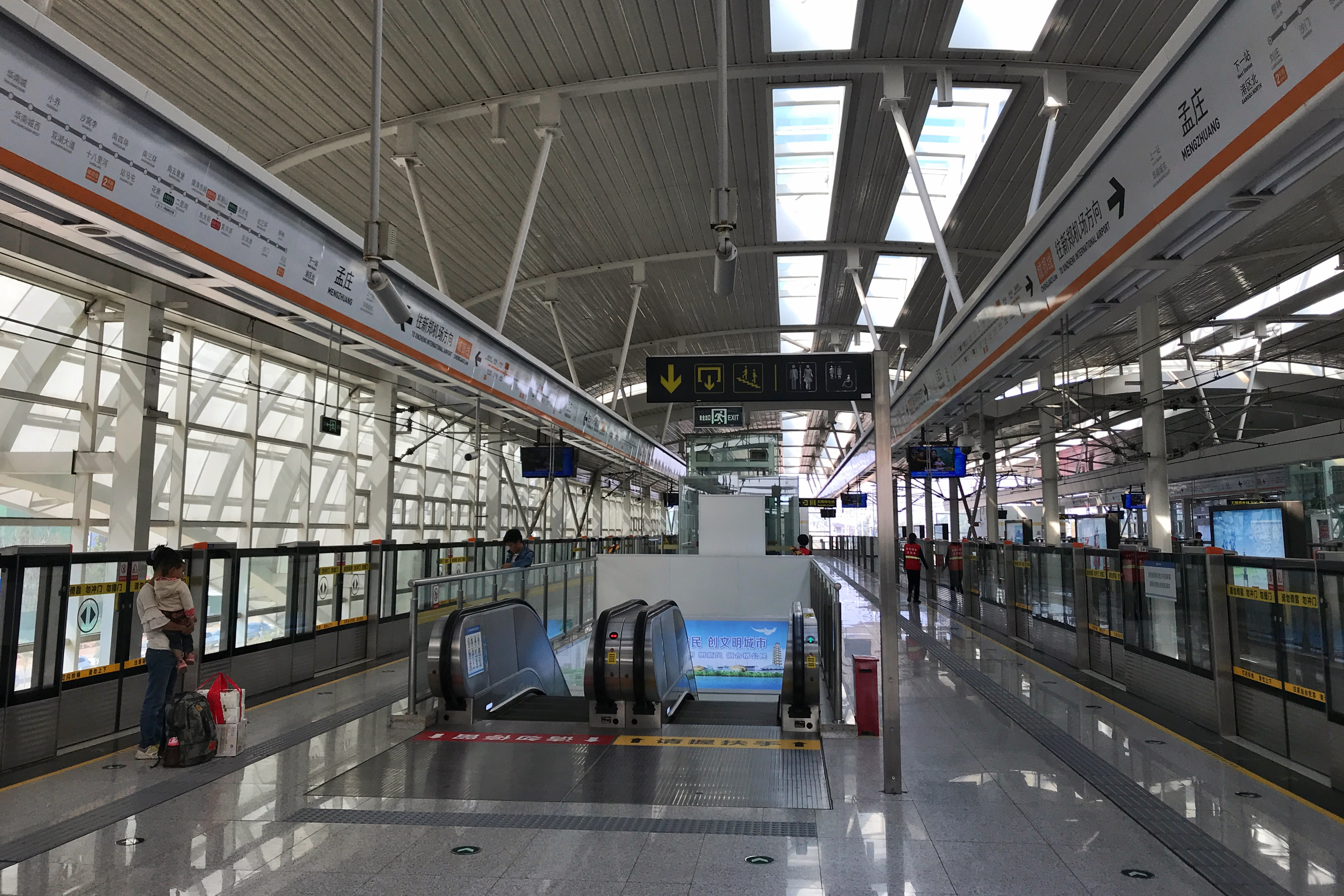
站台

孟庄站是郑州地铁城郊线的地铁车站，位于中华人民共和国河南省郑州市新郑市孟庄镇孟祥路与新老107连接线交叉口东北角，于2017年1月12日启用。
目前城郊線与2号线实行直通运营，并开行大小交路列车，小交路从贾河站运行至南四环站折返，往返贾河站和郑州航空港站的大交路車会途經本站。此外，亦有部分列车以本站为南端终点站，于贾河站与本站的区间内运行。
虽然名称相同，但该站与鄭機城際鐵路的国铁孟莊站并不在同一地点且无法换乘，城郊线港區北站可与郑机城际铁路的孟庄站换乘。

## 車站結構
孟庄站為高架二层车站，1层（地面层）为站厅层，2层为站台层。
| 2F | █ 城郊线 | 往贾河 （华南城东）                                          |
| 2F | 岛式站台 | 空调候车室、 至站厅                                          |
| 2F | █ 城郊线 | 往南四环/2号线贾河 （华南城东）（仅在高峰期使用）            |
| 2F | █ 城郊线 | 下客专用                                                     |
| 2F | 岛式站台 | 空调候车室、 至站厅                                          |
| 2F | █ 城郊线 | 往郑州航空港站 （港区北）                                    |
| 1F | 站厅     | 所有出入口、客服中心、自动售票机、行李检查、闸机、车站控制室 |

### 站厅
孟庄站站厅设于地面，即1层，设有客服中心、自动售票机、行李检查等设施。站厅由闸机和栏杆分隔为付费区和非付费区，付费区位于站厅东部，内设有自动扶梯、步梯和无障碍电梯分别连接上方2层的两座站台。

### 站台
孟庄站设2座高架岛式站台，共4个站台面。南站台供城郊线下行（郑州航空港站方向）列车使用，北站台供城郊线上行（南四环/2号线贾河方向）列车使用。大交路列车停靠最南侧和最北侧的站台面，两条中间路轨可通至孟庄车辆段，故中间的两个站台面供以本站为起讫站的区间车使用。

### 出入口
孟庄站設有2個出口，均位于站厅西端。
| 孟庄站  | 孟庄站         | 孟庄站 | 孟庄站     | 孟庄站 |
| 编号    | 路线           | 路线   | 路线       | 备注   |
| ------- | -------------- | ------ | ---------- | ------ |
| 6新郑   | 新郑北关汽车站 | ⇆      | 孟庄站     |        |
| 319新郑 | 华南城公交站   | ⇆      | 口张村     |        |
| 321新郑 | 华南城公交站   | ⇆      | 西亚斯北门 |        |

| 孟庄站  | 孟庄站         | 孟庄站 | 孟庄站     | 孟庄站 |
| 编号    | 路线           | 路线   | 路线       | 备注   |
| ------- | -------------- | ------ | ---------- | ------ |
| 6新郑   | 新郑北关汽车站 | ⇆      | 孟庄站     |        |
| 319新郑 | 华南城公交站   | ⇆      | 口张村     |        |
| 321新郑 | 华南城公交站   | ⇆      | 西亚斯北门 |        |

## 歷史
2017年1月12日，本站随鄭州地鐵城郊線（南四環 - 新鄭機場段）開通運營。